# NGC 6807
NGC 6807 est une nébuleuse planétaire située dans la constellation de l'Aigle. NGC 6807 a été découverte par l'astronome américain Edward Charles Pickering en 1882. 

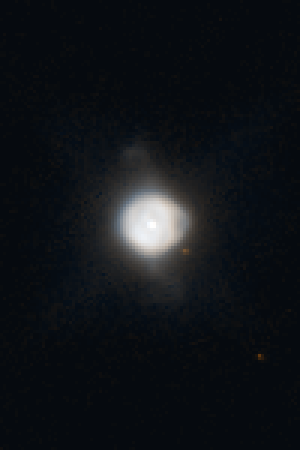
NGC 6807 par le télescope spatial Hubble.

## Observation
Avec une magnitude visuelle apparente de 12,0, il est possible d'observer cette nébuleuse avec un petit télescope dont l'ouverture est d'au moins 20 cm.  

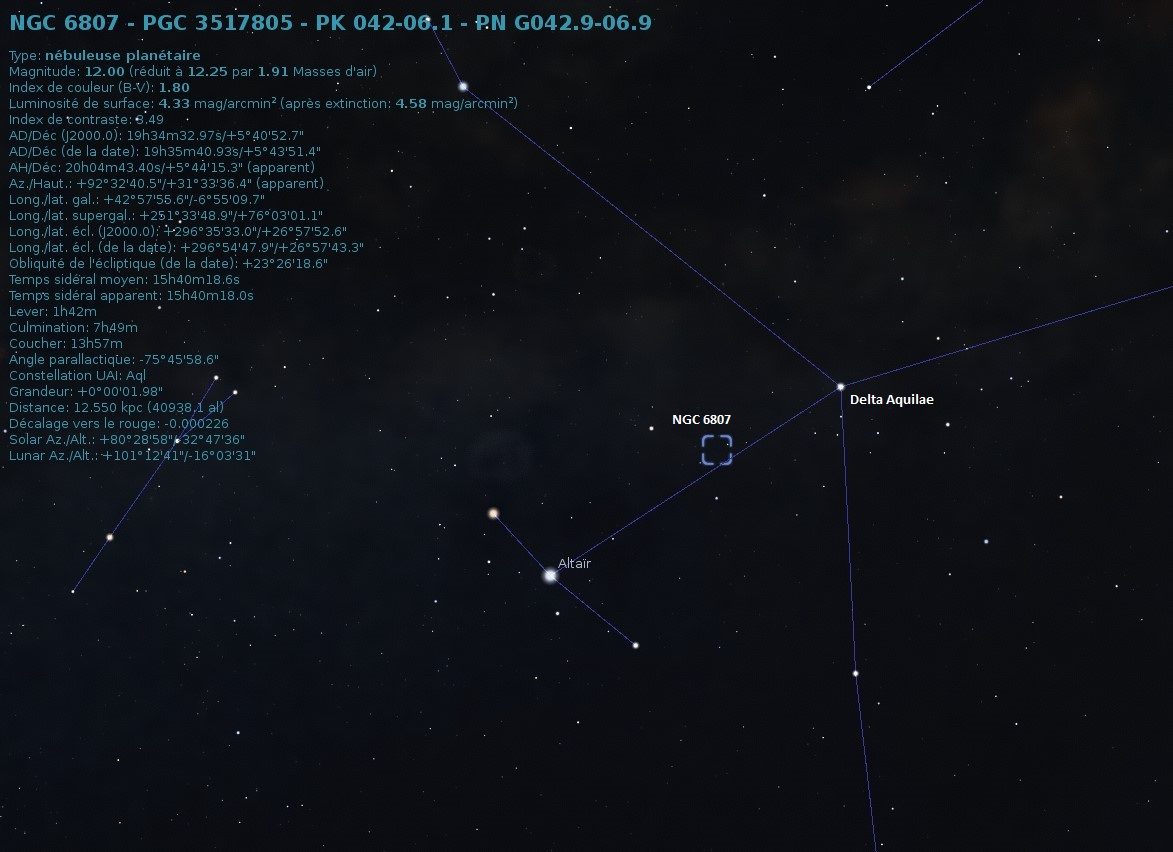
Emplacement de NGC 6807 dans le ciel de la Terre (Stellarium).

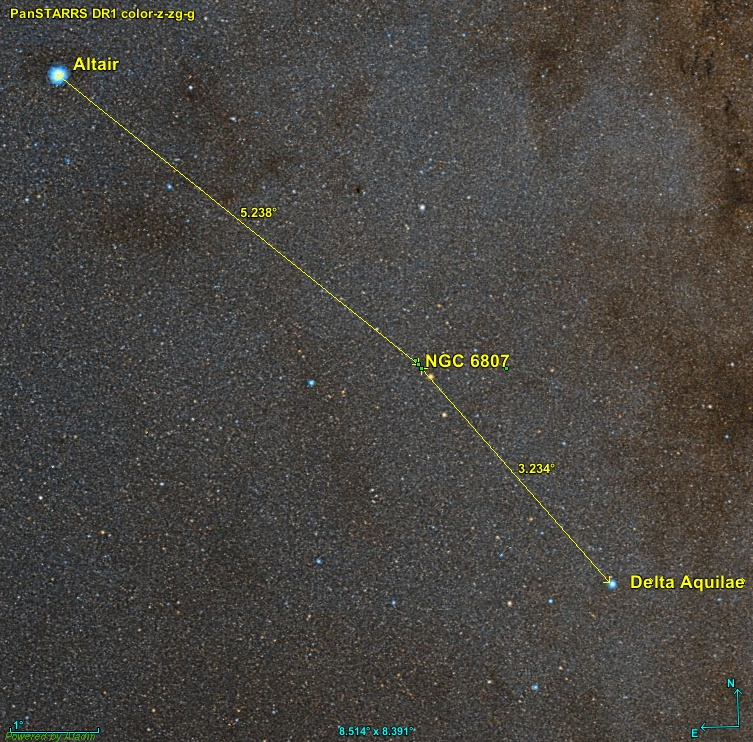
Position de NGC 6807 par rapport à deux étoiles de la constellation de l'Aigle.

La nébuleuse est située à environ 3,2 degrés au nord-est de l'étoile Delta Aquilae et à 5,2 degrés au sud-ouest d'Altaïr.

## Distance, taille et vitesse
Deux distances assez semblables sont indiquées sur la base de données astronomique Simbad : 12,700 ± 2,54 kpc (∼41 400 al) et environ 12 550 pc (∼40 900 al). Puisque sa taille apparente est de 0,13′, un calcul rapide montre que son envergure est égale à 1,57 ± 0,31 al. Deux valeurs identiques de la vitesses sont aussi indiquées sur Simbad : −67,7 ± 2,0 km/s.